# زينة الحياة (مسلسل كويتي)
زينة الحياة، مسلسل كوميدي اجتماعي كويتي من إنتاج تلفزيون الكويت إنتج وعرض عام 2005.

## فريق الممثلين
جاسم النبهان و جمال الردهان و محمد العجيمي ومن الإمارات سعيد سالم و ليلى السلمان و إبراهيم القطان و بلال الشامي ومي البلوشي و هند البلوشي ومن البحرين روان محمد و حمد العماني و سالم العطوان و جاسم الصالح و فهد البناي و ملاك الصراف تأليف طارق عثمان وإخراج جمال الردهان.